# Кашуба Олександра Олександрівна
Олександра Олександрівна Кашуба (нар. 6 червня 1996, Донецьк) — українська синхронна плавчиня.
Призерка Чемпіонату світу з водних видів спорту 2017 року.
Чемпіонка Європи з водних видів спорту 2014, 2016, 2018 років.